# Zhou Xiaowen
Zhou Xiaowen (xinès tradicional: 周曉文, xinès simplificat: 周晓文, pinyin: Zhōu Xiǎowén; Pequín, 1954) és un fotògraf, guionista, productor i director de cinema xinès. Un dels representants de la Cinquena Generació de cineastes xinesos i un dels impulsors del naixement del thriller modern a la Xina.

## Biografia
Zhou Xiaowen va néixer a Pequín el 1954. Es va graduar al Departament de Fotografia de l'Acadèmia de Cinema de Pequín.
Després de dos anys de formació en cinematografia, va ser destinat als estudis de cinema de Xi’an, on les discussions sobre art cinematogràfic i experimentació eren considerades políticament perilloses en aquell moment. Malgrat tot, Zhou es va negar a subordinar-se al corrent principal, i va aconseguir convertir-se en director de cinema.
La seva oportunitat va arribar finalment el 1984 quan Wu Tianming, el nou cap dels estudis de cinema de Xi’an, va permetre a Zhou treballar com ajudant del director Yan Xueru en el rodatge de "Wild Mountain".
El 1986 va dirigir la pel·lícula bèl·lica "They Are Young", començant així la seva carrera com a director. El 1988 va escriure i dirigir la pel·lícula policíaca "The Price of Madness". El 1991 va guanyar el premi al millor director al Festival de Cinema Estudiantil de la Universitat de Xangai pel seu llargmetratge "Joventut sense pesar".
Mentre Chen Kaige i Zhang Yimou es dedicaven bàsicament a filmar al·legories nacionals, Zhou va crear pel·lícules que parlaven de temes contemporanis amb un notable èxit comercial. Els thrillers de Zhou van tenir èxit comercial, com va ser el cas del film "Obsession", que amb escenes de sexe i violència volia apartar-se del cinema comercial de l'època maoista; malgrat això la censura governamental, va evitar que s'estrenessin algunes de les seves pel·lícules.
L’èxit de "Desperation" i "The Price of Frenzy" va demostrar una possible alternativa entre l’art i el cinema comercial.
El reconeixement internacional de Zhou no es va produir fins al 1994, amb "Ermo", amb èxit de crítica i reconeixement internacional. L’èxit d’Ermo va fer que Zhou obtingues recursos per fer,el 1966, "The Emperor’s Shadow".
El 1996 Zhou Xiaowen va viatjar a San Sebastià per presentar la seva pel·lícula 秦颂 (The Emperor's Shadow) al Festival Internacional de Cinema de San Sebastià, però les autoritats xineses van prohibir qualsevol contacte del director amb la premsa i van intentar que no es projectés el film.

## Filmografia destacada
| Any  | Títol anglès                      | Títol xinès         |
| 1987 | Desperation                       | 最后的疯狂          |
| 1987 | In Their Prime                    | 他们正年轻          |
| 1987 | Obsession                         | 疯狂的代价          |
| 1991 | No Regrets About Youth            | 青春无悔            |
| 1992 | The Impulse of Youth              | 青春冲动            |
| 1993 | The Lie Detector                  | 测谎器              |
| 1993 | The Trail                         | 大路                |
| 1994 | The Black Mountain                | 黑山路 (Hei Shanlu) |
| 1994 | Ermo                              | 二嫫                |
| 1996 | The Emperor's Shadow              | 秦颂                |
| 1997 | Story About Love                  | 关于爱的故事        |
| 1998 | The Common People                 |                     |
| 1998 |                                   | 吕后传奇            |
| 2001 |                                   | 吕不韦传奇          |
| 2002 | Bigfoot Horse Queen               | 大脚马皇后          |
| 2003 | Dragon                            | 天龙八部            |
| 2006 | Escape from Shangrila             | 逃亡香格里拉        |
| 2007 | Furong Garden of the Tang Dinasty | 大唐芙蓉园          |
| 2009 | Late Marriage                     | 晚婚                |
| 2011 | Lily                              | 百合                |